# 松田美佐
松田 美佐（まつだ みさ、1968年10月28日 - ）は、日本の社会学者。中央大学教授。専門は、社会情報学、コミュニケーション論、メディア論。

## 来歴
兵庫県伊丹市生まれ。大阪教育大学附属高等学校池田校舎を経て、1991年東京大学文学部社会心理学科卒業。1996年同大学院人文社会系研究科博士課程満期退学。1996-1999年東京大学社会情報研究所助手、2000年文教大学情報学部専任講師、2003年中央大学文学部助教授、2007年准教授、2008年教授。

## 著書
- 『うわさの科学 勝手に一人歩きする怪話のメカニズムを探る』河出書房新社 Kawade夢新書 1998
- 『うわさとは何か　ネットで変容する「最も古いメディア」』中公新書、2014

### 共編著
- 『うわさの謎 流言、デマ、ゴシップ、都市伝説はなぜ広がるのか』川上善郎、佐藤達哉共著 日本実業出版社 1997
- 『ケータイ学入門 メディア・コミュニケーションから読み解く現代社会』岡田朋之共編 有斐閣選書 2002
- 『ケータイのある風景 テクノロジーの日常化を考える』岡部大介,伊藤瑞子共編 北大路書房 2006
- 『ケータイ社会論』岡田朋之共編 有斐閣選書 2012
- 『ケータイの2000年代 成熟するモバイル社会』土橋臣吾,辻泉共編 東京大学出版会 2014

### 翻訳
- クロード・S.フィッシャー『電話するアメリカ テレフォンネットワークの社会史』吉見俊哉,片岡みい子共訳 NTT出版 2000

## 参考
- ISBN 978-4-12-102263-9
- J-GLOBAL